# 布島扇尾鸚鵡
布島扇尾鸚鵡 (學名Prioniturus mada)，是一種僅見於印尼布魯島的鸚鵡。

## 描述
本種呈綠色，身長 32 公分（12.5 英吋）。喙黑色，喙基色較淺。尾下覆羽黃色。成年雄鳥背藍色，自頭後延伸至背脊中間，再到前翅上方。雌鳥的藍色斑僅見於頸背。
幼鳥沒有扇形尾部：雄性幼鳥在頸背有藍色斑，而雌性幼鳥背面全綠色。

## 引文
- Forshaw, Joseph M. . Illustrated by Frank Knight. 普林斯頓大學出版社. 2006. ISBN 0691092516.